# Xuxiu Siku quanshu
Xuxiu Siku quanshu  (chinesisch 續修四庫全書 / 续修四库全书, Pinyin Xùxiū Sìkù quánshū; Abk. Xuxiu SKQS), eine Fortsetzung des Siku quanshu, ist eine über 5000 Titel umfassende Serie von chinesischen Büchern, die vom Shanghai Ancient Books Publishing House (上海古籍出版社) im Jahr 2002 veröffentlicht wurde. Sie besteht aus insgesamt 1800 Bänden (ce) und umfasst eine Sammlung von über 5000 verschiedenen Werken. Der Aufnahmebereich umfasst chinesische alte Schriften, die vor der Zeit von Qianlong außerhalb der Vollständigen Schriften der Vier Schatzkammern (Siku quanshu) existieren, sowie repräsentative Werke von Qianlong bis zum Jahr vor der Gründung der Republik China. Die Struktur folgt dem Muster der Vier Schatzkammern und ist in die Kategorien jing 經, shi 史, zi 子, ji 集 (etwa: Konfuzanische Klassiker, Geschichte, Meister und Philosophen und Sammlungen) unterteilt.